# Aseo
Nella mitologia greca,  Aseo era uno dei combattenti greci che si distinse nella guerra di Troia.

## Il mito
Quando Paride, uno dei tanti figli di Priamo re di Troia prese con sé Elena moglie di Menelao dalla Grecia fuggendo, scoppiò una guerra fra i due popoli. Fra i tanti eroi che risposero all'appello del fratello di Agamennone c'era Aseo, un fiero combattente greco. 
Ettore nel corso dei tanti anni di guerra fu aiutato da Apollo e Zeus, il secondo un giorno gli diede un consiglio per poter vincere una battaglia: di aspettare che Agamennone si ritirasse dal campo, quando questo avvenne il prode troiano scese in battaglia contro i nemici. Aseo fu il primo fra i tanti greci ad affrontare il domatore di cavalli quel giorno, ma la lotta fu breve e lui il primo a morire.

## Fonti antiche
- Omero, Iliade libro XI versi 301